# Thank You for the Venom
Thank You for the Venom è il primo singolo estratto dal secondo album dei My Chemical Romance, pubblicato unicamente in Europa. La canzone raggiunse la posizione nº71 nella classifica britannica.

## Tracce

### Versione 1
1. Thank You for the Venom
2. Website extras included as Enhanced CD content

### Versione 2
1. Thank You for the Venom
2. Jack the Ripper

## Formazione
- Gerard Way - voce
- Ray Toro - chitarra solista, cori
- Frank Iero - chitarra ritmica, cori
- Mikey Way - basso
- Matt Pelissier - batteria, percussioni